# Lokomotiva
Lokomotíva je vlečno tirno vozilo z lastmim pogonom, za vleko vlakov (železniških vagonov) ali za premik le-teh.
Običajno so lokomotive postavljene na čelu železniške kompozicije - vlaka, ki jo sestavljajo potniški in/ali tovorni vagoni. 

### Terminologija
Vlakovna lokomotiva je tista, s katero je spet prvi vagon v vlaku.

Priprežna lokomotiva je lokomotiva na čelu vlaka, namenjena pomoč pri vleki vlakovni lokomotivi ali za prevoz do določene postaje ob progi.

Doprežna lokomotiva je z zadnjim vagonom  v vlaku zračno ali mehansko speta lokomotiva, ki je namenjenena za dodatno vleko (rinjenje). Doprežna lokomotiva je lahko tudi nepripeta  in se kot pomoč običajno uporablja do določenega mesta na progi. Doprežne lokomotive se uporabljajo v primerih , ko bi bile vlečne naprave v vlaku preobremenjene zaradi profila proge in mase vlaka, če bi se uporabljale kot priprežne lokomotive.

Vmesna lokomotiva je tista, ki je v vlakovno kompozicijo vpeta med dvema vagonoma in se uporablja za potiskanje dela vlaka pred njo ter za vleko dela vlaka za njo.

## Razvrstitev lokomotiv glede na vrsto pogona

### Parni pogon
Glavni članek: Parna lokomotiva
Parna lokomotiva je lokomotiva, ki kot pogonsko sredstvo uporablja vodno paro, pridobljeno s parnim strojem ali turbino.

### Dizel pogon
Glavni članek: Dizelska lokomotiva

### Dizel-mehanični pogon
Lokomotiva z dizel-mehaničnem pogonom deluje po  načelu prenosa energije vrtilnega navora in frekvence preko zobniškega menjalnika na pogonske vozičke. Dizel-mehanična lokomotiva se ni izkazala kot praktična in se dan danes še redko kje najde v uporabi.

### Dizel-električni pogon
Lokomotiva na dizel-električni pogon deluje na principu prenosa energije preko električnega generatorja ter elektromotorjev. Dizelski motor poganja električni generator, ki proizvaja električni tok. Električni tok generatorja se dovaja do elektro motorjev, ki so nameščeni na pogonskih kolesih. 
Velika prednost lokomotiv z dizel-električnim pogonom je ta, da dizelski motor ne občuti nihanj obremenitve, ker nima neposredne povezave s pogonskimi kolesi, hkrati pa deluje v območju vrtljajev, v katerih ima največji izkoristek.

### Dizel-hidravlični pogon
Lokomotiva na dizel-hidravličen pogon deluje na principu prenosa energije dizelskega motorja preko hidravlične črpalke na hidromotorje, ki prenašajo vrtilno frevenco na pogonska kolesa.
Ni primerna za večje hitrosti oziroma večje vrtilne frekvence koles, prenaša pa zelo velike momente in se uporablja v glavnem za manevrske potrebe na postajališčih.

### Električni pogon
Glavni članek: Električna lokomotiva
Lokomotiva na električni pogon deluje na principu pretvarjanja električnega toka visoke napetosti na tok nižjih napetosti za pogon električnih motorjev, ki poganjajo pogonske vozičke na lokomotivi. Danes se tovrstne lokomotive večinoma uporabljajo za pogon tako tovornih kot tudi potniških vlakov, ker dosegajo večje vrtilne frekvence in velik navor.